# 藤井信人
藤井 信人（ふじい のぶひと、1987年9月2日 - ）は、日本の男性プロボウラー。神奈川県出身。身長172cm・体重72kg・血液型O型・右投げ。JPBA第52期・ライセンスNo.1287。永久A級ライセンス取得者。用品契約はハイ・スポーツ社。ITカンファー（株）所属。

## 来歴
2013年にプロテスト実技免除で52期生としてプロ入り。いきなり同年開催のHANDACUP第47回全日本プロボウリング選手権大会で初優勝を挙げる。
2022年度ではスカイAカップ 第43回関西オープンボウリングトーナメント男子、JPBAプレイヤーズドリームマッチ2022、全卸連プレゼンツ JPBA☆SSSカップ2022 男子、HANDACUP第56回全日本プロボウリング選手権大会の4勝を挙げ3冠王を達成する。
2023年度のGlicoセブンティーンアイス杯 第10回プロアマボウリングトーナメントMで10勝目を挙げ、永久A級ライセンス取得者になる。
森本健太プロとのYouTubeチャンネル「のぶけんボウリング」では対決や企画、ボール紹介などの動画を配信している。

## 主な戦績

### 通算成績　優勝11回
- シーズンズトライアル 優勝 4回
- 公認パーフェクト 13回
- 800シリーズ 4回
- 7-10スプリットメイド 1回

### 2013年
- 2013千葉オープン - 準優勝
- 第37回ABSジャパンOP - 3位
- HANDACUP第47回全日本プロボウリング選手権大会 - 優勝

### 2014年
- グリコ17アイス杯第2回プロアマ - 準優勝
- 第16回三湖コリアンカップ - 3位
- 2014男子新人戦 - 優勝
- コカコーラカップ2014千葉オープン - 準優勝

### 2015年
- 第36回関西オープン - 3位
- 第38回ジャパンオープン - 3位
- 2015千葉オープン - 4位
- 第49回全日本プロボウリング選手権大会 - 準優勝

### 2016年
- グリコ17アイス杯第4回 - プロアマ4位
- 中日杯2016東海オープン - 準優勝
- 第39回ジャパンオープン - 準優勝

### 2017年
- スカイAカップ第38回関西オープン - 優勝
- グリコ17アイス杯第5回 - プロアマ準優勝
- 下関ロイヤルカップ2017 - 優勝

### 2018年
- HANDACUP第52回全日本プロボウリング選手権大会 - 4位

### 2019年
- スカイAカップ第40回関西オープン - 優勝
- グリコ17アイス杯第7回 - 5位
- 第43回STORMジャパンオープン - 3位
- HANDACUP第53回全日本プロボウリング選手権大会 - 3位

### 2020年
- アパプレゼンツ K＆Qプロボウラーズトーナメント男子 - 2位
- HANDA CUP 第54回全日本プロボウリング選手権 - 2位

### 2021年
- 全卸連プレゼンツ JPBA☆SSSカップ2021男子 - 10位

### 2022年
- スカイAカップ 第43回関西オープンボウリングトーナメント男子 - 優勝
- 第15回MKチャリティカップ 男子 - 4位
- JPBAプレイヤーズドリームマッチ2022 - 優勝
- 全卸連プレゼンツ JPBA☆SSSカップ2022 男子 - 優勝
- HANDACUP第56回全日本プロボウリング選手権大会 - 優勝

### 2023年
- Glicoセブンティーンアイス杯 第10回プロアマボウリングトーナメントM - 優勝
- アイキョーホームプレゼンツ プロボウリングトーナメント 2023 - 優勝
- HANDA CUP 第57回全日本プロボウリング選手権大会 - 準優勝[1]